# Anton Hamik
Anton Josef Hamik, Pseudonym Franz Streicher, (* 24. Oktober 1887 in St. Pölten, Österreich-Ungarn; † 24. Januar 1943 in Wien, Österreich) war ein österreichischer Schriftsteller und Schauspieler.
1889 übersiedelt die Familie nach Wien. Dort war sein Vater Direktor der Hilfsämter der Polizeidirektion Wien. Nach dem Abschluss der Realschule absolvierte er eine Schauspielausbildung an der Theaterschule Otto. Er arbeitete an den Theatern in Olmütz, Brünn, Klagenfurt am Wörthersee und dem Theater in der Josefstadt, Wien. Im Ersten Weltkrieg arbeitete er als Sanitäter und wurde im September 1915 schwer verwundet. Daraufhin wurde er nach Graz überstellt und vom Militärdienst befreit. Anschließend war er Schauspieler und Regisseur an den Städtischen Bühnen Graz. Ab etwa 1925 entwickelte er beim Radiosender Graz Hörspiele. 1933 trat er in die illegale NSDAP ein. 1936 wurde er vom Radiosender Graz entlassen. Zum 1. Mai 1938 trat er der NSDAP bei (Mitgliedsnummer 6.278.424).

## Filmographie (Auswahl)
Einige seiner Theaterstücke wurden verfilmt. Da die Dialoge aus seinem Theaterstücken stammen, wird er im Abspann als Drehbuchautor erwähnt.
- 1938: Das Verlegenheitskind
- 1955: Der verkaufte Großvater
- 1956: Die fröhliche Wallfahrt
- 1958: Rübezahl – der Herr der Berge
- 1961: Opa wird verkauft
- 1963: … und heute ins Theater: De Deern is richtig
- 1967: Der Komödienstadel: Der verkaufte Großvater
- 1968: Oupa for Sale
- 1974: Der Lügner
- 1976: Der Komödienstadel: Der verkaufte Großvater
- 1982: Der verkaufte Großvater
- 1989: Die Deern is richtig
- 1992: Peter Steiners Theaterstadl: Der Alimentenschwindler
- 1993: Peter Steiners Theaterstadl: Das Loch in der Wand
- 1998: Der verkaufte Großvater
- 1999: Die Bissgurn
- 2000: S’Herz am rechten Fleck[4]
- 2001: Chiemgauer Volkstheater: Das Verlegenheitskind